# Stictopisthus takemotoi
Stictopisthus takemotoi là một loài tò vò trong họ Ichneumonidae.